# Đường tỉnh 217
Đường tỉnh 217 hay tỉnh lộ 217, viết tắt ĐT217 hay TL217, là đường tỉnh ở huyện Mèo Vạc, tỉnh Hà Giang và huyện Bảo Lạc, tỉnh Cao Bằng, Việt Nam.

## Lộ trình
Theo Bản đồ địa hình thì đường tỉnh 217 có hai đoạn ở hai tỉnh, trước năm 2004 có kết nối không rõ ràng ở đoạn dọc suối Cốc Pàng . Tuy nhiên theo Google Maps thì đoạn nối đã hoàn thiện và thông tuyến từ thị trấn Mèo Vạc đi thị trấn Bảo Lạc.
Đoạn ở huyện Mèo Vạc, tỉnh Hà Giang xuất phát và nối với Quốc lộ 4C ở thị trấn Mèo Vạc 23°9′48″B 105°24′37″Đ / 23,16333°B 105,41028°Đ, đi về hướng đông nam, qua chợ Khau Vai nổi tiếng, rồi vượt sông Nho Quế. Đoạn vượt sông Nho Quế chưa có cầu, vượt sông bằng mảng tre của người dân địa phương. Có thể chở người và xe máy.
Ô tô không đi được đường này vì đoạn giáp ranh giữa 2 tỉnh đường rất bé và phải vượt sông bằng mảng tre, không có cầu bắc qua sông. [cập nhật T02/2019]
Đoạn ở huyện Bảo Lạc, tỉnh Cao Bằng xuất phát từ ngã ba trên Quốc lộ 34 ở thị trấn Bảo Lạc 22°56′57″B 105°40′53″Đ / 22,94917°B 105,68139°Đ, đi về hướng tây bắc.
Đường tỉnh 217 đoạn thuộc tỉnh Cao Bằng có điểm đầu tại thị trấn Bảo Lạc, huyện Bảo Lạc. Điểm cuối tại xã Cốc Pàng, huyện Bảo Lạc dài 28 km, đã cải tạo nâng cấp đạt cấp V miền núi, mặt nhựa tốt.
Đường tỉnh 217 có ý nghĩa đối với giao thông tới các xã. Kết nối hai thị trấn thì theo quốc lộ 4C mở năm 2005.